# Nelsonøya

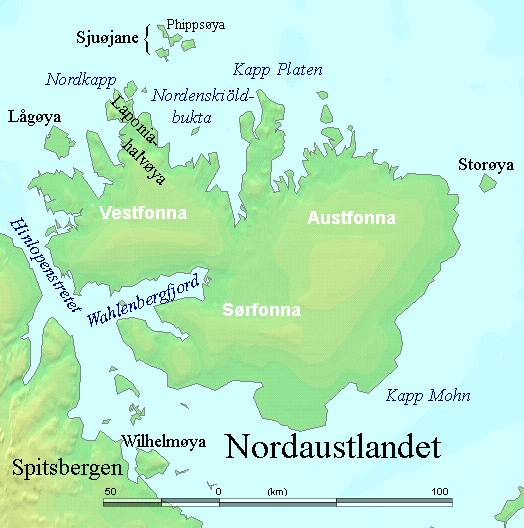
Lägeskarta

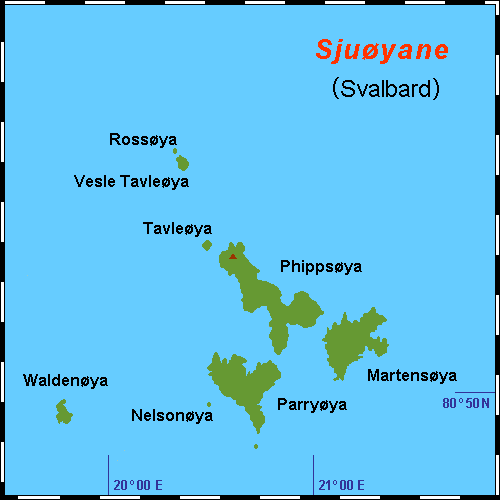
Sjuöarna.

Nelsonøya (svenska: Nelsonön) är en liten klippö i ögruppen Sjuöarna i nordöstra Svalbard. Ögruppen är det nordligaste området i Svalbard och en av Svalbards ytterpunkter .

## Geografi
Nelsonøya ligger cirka 350 km nordöst om Longyearbyen och cirka 50 km norr om Nordaustlandet vid Nordenskiöldbukta i Norra ishavet.
Ön ligger strax väster om Parryøya.
Förvaltningsmässigt ingår den obebodda Nelsonøya i naturreservatet Nordaust-Svalbard naturreservat .

## Historia
Sjuöarna upptäcktes möjligen redan 1618 av holländska valfångare från Enkhuizen.
Nelsonøya namngavs efter brittiske upptäcktsresande Horatio Nelson  som deltog i den engelska polarexpeditionen 1773 med fartygen "HMS Racehorse" och "HMS Carcass" under ledning av Constantine John Phipps . Nelson tjänstgjorde som midshipman ombord på Carcass :
1973 inrättades Nordaust-Svalbard naturreservat .